# Una donna tutta sola
Una donna tutta sola (An Unmarried Woman) è un film del 1978 diretto da Paul Mazursky.
È stato presentato in concorso al 31º Festival di Cannes, dove Jill Clayburgh ha vinto il premio per la miglior interpretazione femminile.

## Trama
Erica Benton lavora come segretaria in una galleria d'arte a New York ed è sposata, con figlia adolescente, all'agente di cambio Martin. La sua vita apparentemente perfetta va in frantumi quando il marito la lascia per una donna più giovane: Erica si ritrova a provare confusione, tristezza e rabbia.
I giorni passano ed Erica intensifica le uscite con le amiche, e anche grazie alla psicoterapia prende coscienza di poter essere felice nella condizione di single. Alla fine Erica trova di nuovo l'amore con un pittore inglese dal carattere forte, ma sensibile.

## Riconoscimenti
- 1979 - Premio Oscar
  - Candidatura Miglior film a Paul Mazursky e Nicholas Ray
  - Candidatura Miglior attrice protagonista a Jill Clayburgh
  - Candidatura Migliore sceneggiatura originale a Paul Mazursky
- 1979 - Golden Globe
  - Candidatura Miglior film drammatico
  - Candidatura Migliore regia a Paul Mazursky
  - Candidatura Miglior attrice in un film drammatico a Jill Clayburgh
  - Candidatura Migliore sceneggiatura a Paul Mazursky
  - Candidatura Miglior colonna sonora a Bill Conti
- 1979 - Premio BAFTA
  - Candidatura Miglior attrice protagonista a Jill Clayburgh
- 1978 - Festival di Cannes
  - Miglior interpretazione femminile a Jill Clayburgh
  - Candidatura Palma d'oro a Paul Mazursky
- 1978 - Los Angeles Film Critics Association Award
  - Migliore sceneggiatura a Paul Mazursky
- 1978 - New York Film Critics Circle Award
  - Migliore sceneggiatura a Paul Mazursky